# Hugh Town
Hugh Town (Limba cornică: Tre Huw) este un oraș în comitatul Cornwall, regiunea South West, Anglia. Orașul se află în districtul unitar Insulele Scilly.